# Hemitripterus bolini
Espèce
Synonymes
- Hemitripterus boline (Myers, 1934)[2] [3]
- Hemitripterus marmoratus Bean, 1890[2] [3]
- Ucla bolini Myers, 1934[2] [3]
- Ulca bolini Myers, 1934[2] [3]
- Ulca marmorata (Bean, 1890)[2] [3]

Hemitripterus bolini est une espèce de poissons actinoptérygiens de la famille des Hemitripteridae.

## Répartition
Cette espèce se rencontre dans le Pacifique nord, de la mer de Béring jusqu'aux côtes coliforniennes. Elle est présente entre 25 et 925 m de profondeur avec une prépondérance entre 200 et 300 m.

## Description
La taille maximale connue pour Hemitripterus bolini est de 73 cm.

## Étymologie
Son nom spécifique, bolini, lui a été donné en l'honneur de Rolf Ling Bolin (en) (1901-1973), icthyologiste américain.